# توقيت الفلبين

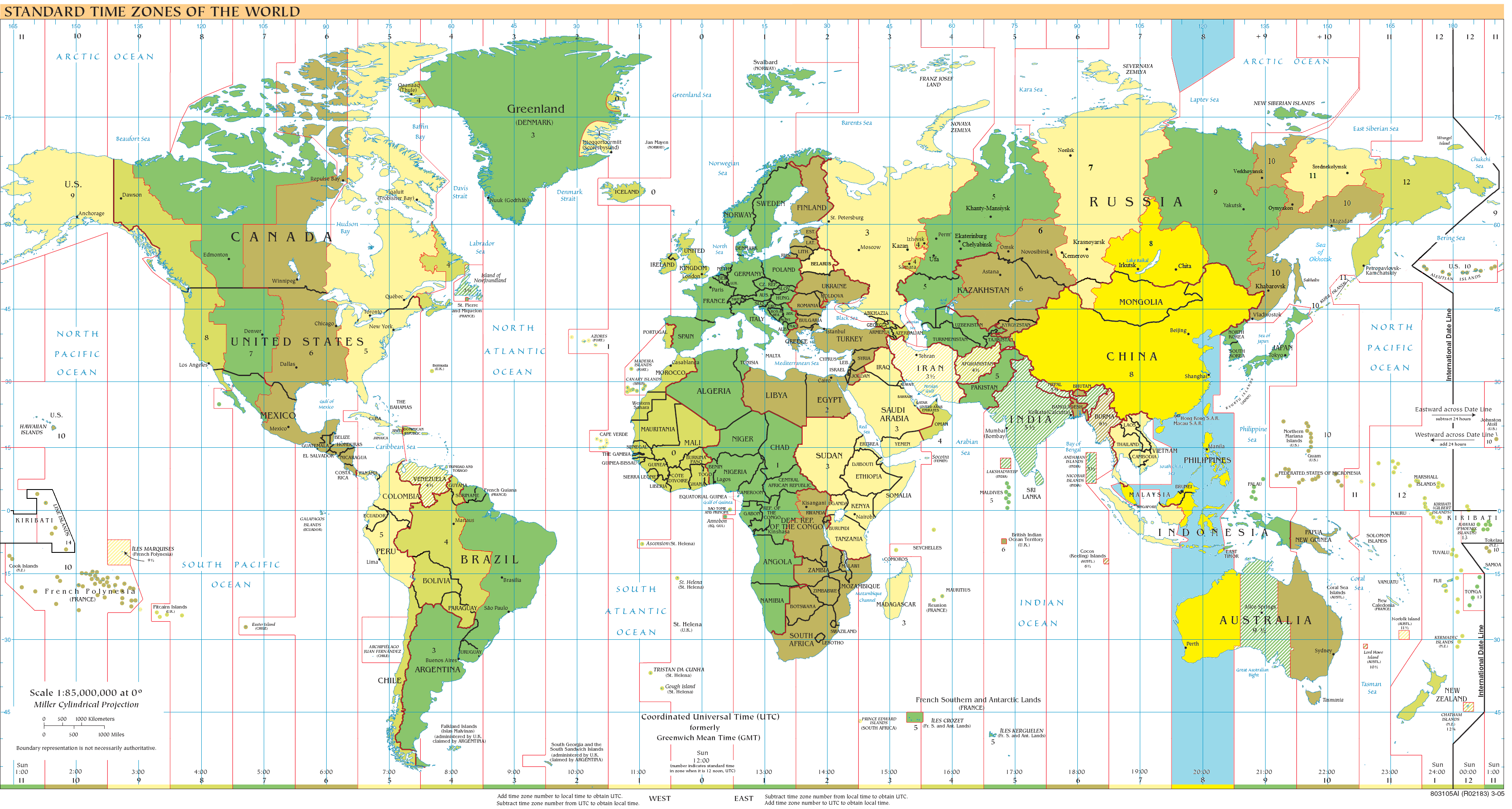

توقيت الفلبين (بالفلبينية: Pamantayang Oras ng Pilipinas يختصر: PST). هو التوقيت الرسمي في الفلبين المستخدم لتحديد موقع الفلبين من الخارطة الزمنية. تم رفع قرار اعتماد التوقيت الفلبيني في 2 ديسمبر، 1978، ونفذ في 1 يناير، 1983. تقع الفلبين بين 116° 40' و126° 34' شرقا، مما يجعلها تحت النظام المتقدم على توقيت غرينتش بثمان ساعات.

## توقيت الفلبين
| فترة الاستخدام                | فارق التوقيت عن جرينتش                                   | اسم التوقيت          |
| ----------------------------- | -------------------------------------------------------- | -------------------- |
| قبل 30 ديسمبر 1844            | UTC - 15:56 (في مانيلا )                                 | متوسط الوقت المحلي   |
| قبل 30 ديسمبر 1844            | UTC - 16:02 (في بالاباك ، الجزيرة الواقعة في أقصى الغرب) | متوسط الوقت المحلي   |
| قبل 30 ديسمبر 1844            | UTC - 15:33 (في شرق دافاو ، المنطقة الشرقية )            | متوسط الوقت المحلي   |
| 1 يناير 1845 - 10 مايو 1899   | UTC + 08:04 (في مانيلا)                                  | متوسط الوقت المحلي   |
| 1 يناير 1845 - 10 مايو 1899   | UTC + 07:58 (في بالاباك ، الجزيرة الواقعة في أقصى الغرب) | متوسط الوقت المحلي   |
| 1 يناير 1845 - 10 مايو 1899   | UTC + 08:27 (في دافاو أورينتال ، المنطقة الشرقية)        | متوسط الوقت المحلي   |
| 11 مايو 1899 - 31 أكتوبر 1936 | UTC + 08:00                                              | توقيت الفلبين الرسمي |
| 1 نوفمبر 1936 - 31 يناير 1937 | UTC + 09:00                                              | توقيت الفلبين الصيفي |
| 1 فبراير 1937 - 30 أبريل 1942 | UTC + 08:00                                              | توقيت الفلبين الرسمي |
| 1 مايو 1942 - 31 أكتوبر 1944  | UTC + 09:00                                              | توقيت طوكيو الرسمي   |
| 1 نوفمبر 1944 - 11 أبريل 1954 | UTC + 08:00                                              | توقيت الفلبين الرسمي |
| 12 أبريل 1954 - 30 يونيو 1954 | UTC + 09:00                                              | توقيت الفلبين الصيفي |
| 1 يوليو 1954 - 21 مارس 1978   | UTC + 08:00                                              | توقيت الفلبين الرسمي |
| 22 مارس 1978 - 20 سبتمبر 1978 | UTC + 09:00                                              | توقيت الفلبين الصيفي |
| 21 سبتمبر 1978 - 20 مايو 1990 | UTC + 08:00                                              | توقيت الفلبين الرسمي |
| 21 مايو 1990 - 28 يوليو 1990  | UTC + 09:00                                              | توقيت الفلبين الصيفي |
| 29 يوليو 1990 - حتى الآن      | UTC + 08.00                                              | توقيت الفلبين الرسمي |